# Nicolas de Grigny
Nicolas de Grigny, né à Reims, baptisé le 8 septembre 1672, et mort le 30 novembre 1703 dans la même ville, est un organiste et compositeur français de la période baroque.

## Biographie

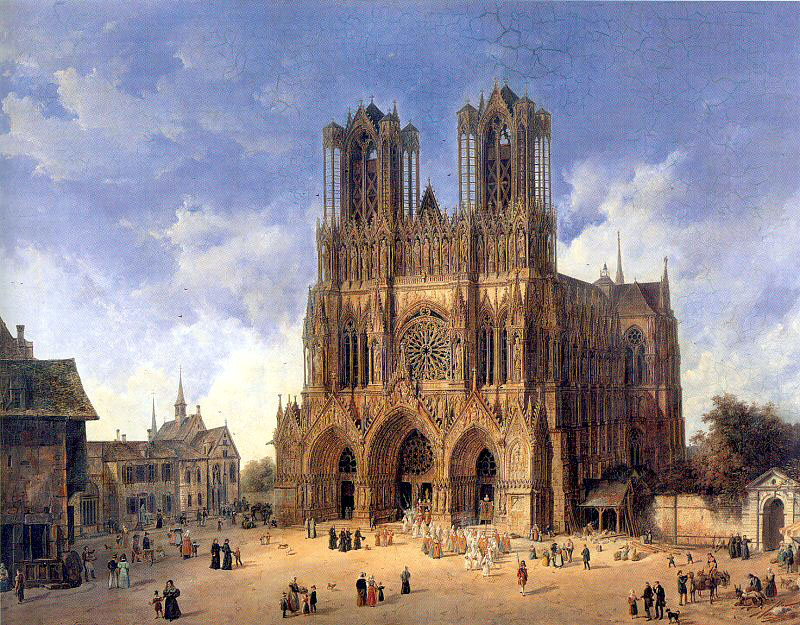
Cathédrale Notre-Dame de Reims — Domenico Quaglio (1787-1837).

Nicolas de Grigny est issu d'une famille d'organistes rémois apparentés à Colbert. Vers 1693, il part se perfectionner à Paris, où il est élève de Nicolas Lebègue, et où il tient les orgues de la basilique Saint-Denis, ceci jusqu'en 1695. Il se marie à Paris (il aura sept enfants), puis retourne en 1697 dans sa ville natale, où il est nommé titulaire, en premier lieu, des orgues de la cathédrale Notre-Dame (poste qu'il occupera jusqu'à sa mort prématurée), puis, en 1702, aux claviers de l'orgue de l'église Saint-Symphorien (toujours à Reims).

## Œuvres
Il publie un seul livre d'orgue (Premier Livre d’Orgue..., 1699), consistant en une messe et cinq hymnes pour différentes fêtes de l'Église (Veni creator, Pange lingua, Verbum supernum, Ave Maris Stella, A solis ortus).
Le volume réduit de cette œuvre n'empêche pas Nicolas de Grigny d'être généralement considéré comme le plus grand maître de l'orgue baroque français. Il est mort jeune sans avoir pu léguer tout ce que son génie laissait espérer – mais nombre de ses collègues n'ont guère laissé plus d'œuvres que lui. Il y montre, non sans une certaine austérité, une science du contrepoint, un sens de l'harmonie et une profondeur d'inspiration religieuse qui l'égalent aux plus grands, François Couperin et Louis Marchand, ses contemporains exacts.
Jean-Sébastien Bach fut un admirateur fervent de Nicolas de Grigny : il découvrit sa musique pendant sa jeunesse, lors de son séjour à Lüneburg, et recopia à la main l'intégralité du livre, qui devait l'influencer, à l'égal de Buxtehude et, plus tard, de Frescobaldi, dans l'élaboration de son œuvre pour orgue. Johann Gottfried Walther recopia lui aussi l'intégralité de ce recueil.

### Point d'orgue sur les Grands jeux(Point de vue)
Sans entrer dans une analyse complète du langage de Nicolas de Grigny, on peut se pencher, sur le Point d'orgue sur les Grands jeux qui conclut à la fois l'hymne A solis ortus et le Livre d'orgue. C'est une page étrange, qui mérite quelques commentaires.
Tout d'abord, la registration est dictée par le titre : par grands jeux, il faut comprendre, dans l'orgue classique français, le « plenum » d'anches (cromorne, trompettes, clairons – y compris à la pédale), auxquels on ajoute bourdon, prestant et cornet. Pas de mixtures, mais si l'instrument date du XVIIe siècle, on ajoute le jeu de tierce. La note tenue au pédalier (sur les jeux d'anches) crée un effet très particulier, encore accentué si l'acoustique de l'édifice est généreuse.
Le Point d'orgue sur les Grands jeux de Grigny offre, selon l'organiste et musicologue Jean-Luc Perrot, à la fois une image archaïque, quelque écho du lointain Moyen Âge avec sa tenue, son bourdon qui renvoie aux formes les plus primitives de la polyphonie, et une image des plus modernes et audacieuses, avec son chromatisme et son hésitation entre tonalité et modalité, en dépit de la persistance de la basse.
Si l'on s'en tient à une analyse qui tente d'approcher les symboles, au sein d'une hymne chantée à Noël ou à l'Épiphanie, la note tenue pourrait être l'étoile qui guide les bergers vers le Sauveur nouveau-né. L'œuvre exprime une forme d'éternité, et ce n'est certainement pas un hasard si cette page est la dernière du recueil. Ces bergers, qui viennent adorer l'Enfant nouveau-né, dansent gaiement, dans la seconde partie du morceau, dans une mesure à 12/8 (notée 6/8 dans l'édition originale).
On peut s'interroger sur les influences qui auraient pu orienter Nicolas de Grigny dans l'écriture d'une telle pièce. Si l'on cherche une antériorité à cette forme assez rare dans la musique d'orgue, on peut bien sûr rapprocher ce morceau de Titelouze (Hymne Ave Maris Stella, 4e verset), mais aussi des Toccate « sopra i pedali » de Frescobaldi. Geoffroy utilise également cette technique. On a aussi remarqué que plusieurs mesures sont textuellement recopiées du final de la Toccata III (Apparatus musico-organisticus) de Georg Muffat. Autant de compositeurs que Nicolas de Grigny devait fréquemment lire ou jouer.

## Discographie
- Premier Livre D'orgue: Les Hymnes par Marie-Claire Alain aux grandes orgues historiques François-Henri Clicquot de la cathédrale Saint Pierre de Poitiers, compagnie musicale catalane dirigée par Josep Cabré, Erato  B00003W85F, 2000, 1 CD.
- Premier livre d'orgue par Michel Chapuis à l'orgue de la basilique Saint-Christophe de Belfort, Astrée, 1987, 1CD
- La Messe, par Bernard Coudurier sur les orgues historiques de Cintegabelle, Ensemble Alternatim, Syrius B000025B1J, 1991, 1 CD.
- Messe pour orgue par André Isoir aux grandes orgues historiques François-Henri Clicquot de la Cathédrale de Poitiers, Calliope B000025V1M, 1989,1 CD
- Le Livre d’orgue par John Grew à l'orgue Hellmuth Wolff de la salle Redpath de l'université McGill, Montréal, ATMA Classique ACD 22169/70, 1999, 2 CD
- Le Livre d'orgue par Olivier Houette à l'orgue Clicquot de la cathédrale de Poitiers. 2 CD Triton Trihort 2018. Choc de Classica.
- Premier livre d'orgue contenant une messe et les hymnes des principales fêtes de l'année, motets "O salutaris hostia" H.261, de Marc-Antoine Charpentier et Domine salvum fac regem de Jean-Baptiste Lully, Ensemble vocal Sagitarius, Delphine Collot, Emmanuelle Gal, Françoise Masset - orgue historique de Saint-Michel en Thiérache (enregistrement du 7 au 9 octobre 1992) . 2 CD Erato Musifrance Radio France 1993 (4509-91722-2). Choc de Classica

## Illustrations sonores
- YouTube : Dialogue sur les Grands Jeux (extrait du Livre d’orgue, dernier verset du Kyrie), interprété par Jean-Luc Perrot sur un orgue français classique (celui de l'abbaye de La Chaise-Dieu), tel que pouvait en connaître Grigny (4 claviers : positif, grand-orgue, récit, écho ; pédalier à la française, accouplement à tiroir, soufflets cunéiformes).

- YouTube : Point d’orgue sur les Grands Jeux, par Jean-Luc Perrot, à l'orgue François-Henri Clicquot de Souvigny
- YouTube : André Isoir joue l'intégrale du Livre d'Orgue, à l'orgue Jean Boizard (1714) de l'abbaye de Saint-Michel en Thiérache.

La registration détaillée du grand jeu peut légèrement varier selon les auteurs (et les dimensions de l'instrument) ; elle est généralement la suivante :
- Grand orgue : Grand Jeu = trompette « avec son fond » (bourdon, prestant), clairon et grand cornet (parfois aussi nasard et tierce)
- Positif : Petit Jeu = cromorne « avec son fond » (parfois aussi nasard et tierce)
- Récit : cornet
- Écho : cornet
- Pédale : trompette, clairon.
- G.O. et positif accouplés. Le tremblant fort (ou tremblant à vent perdu) est parfois demandé.